# Gladiogobius ensifer
Gladiogobius ensifer är en fiskart som beskrevs av Herre, 1933. Gladiogobius ensifer ingår i släktet Gladiogobius och familjen smörbultsfiskar. Inga underarter finns listade i Catalogue of Life.